# Суза (Италия)
Суза (на латински: Segusio; на италиански: Susa; на френски: Suse) е община и малък град в Метрополен град Торино, регион Пиемонт, Северна Италия. Разположен е на 503 m надморска височина. Към 1 януари 2020 г. населението на общината е 6173 души, от които 499 чужди граждани.

## История
Аделхайд от Суза, маркграфиня на Торино през 1034 г. измества столицата на Маркграфство Торино от Торино в Суза.